# Mathematical Reviews
Die Mathematical Reviews (MR, nach ISO 4 abgekürzt Math. Rev.) sind ein Referateorgan auf dem Gebiet der Mathematik.
Die Mathematical Reviews wurden 1940 von Otto Neugebauer gegründet, der zuvor schon das Zentralblatt MATH gegründet hatte, aber nach 1933 emigriert war. Sie werden seit ihrer Gründung von der American Mathematical Society herausgegeben.
In den Mathematical Reviews werden vorwiegend mathematische Originalarbeiten, daneben aber auch Bücher, Konferenzberichte usw. aus der Mathematik und aus angrenzenden Gebieten wie Informatik und theoretischer Physik in vielen Sprachen referiert. Das Ziel der Referate ist es, dem Leser einen Überblick über die aktuelle mathematische Literatur zu verschaffen, ohne dass er selbst sämtliche Zeitschriften lesen muss. Die Referate werden von unabhängigen Wissenschaftlern erstellt, gelegentlich wird auch nur der Abstract einer Originalarbeit abgedruckt oder ein Titel ohne Referat aufgeführt. Die Referate erscheinen in englischer Sprache.
Die Datenbank der Mathematical Reviews führt nach eigenen Angaben 2,1 Millionen Einträge, von denen 1,7 Millionen referiert wurden. Insgesamt sind etwa 450.000 Autoren vertreten und täglich werden über 300 neue Einträge bearbeitet. Zur Klassifizierung der Arbeiten wird die Mathematics Subject Classification verwendet.
Die Mathematical Reviews waren ursprünglich nur in Papierform erhältlich, wurden aber zwischen 1980 und 1999 digitalisiert und sind mittlerweile über einen kostenpflichtigen Zugang im Internet (MathSciNet) verfügbar.
Andere mathematische Referateorgane sind das Zentralblatt MATH und im russischen Sprachraum das Referatiwny schurnal matematika (РЖмат).